# Мемуары Казановы

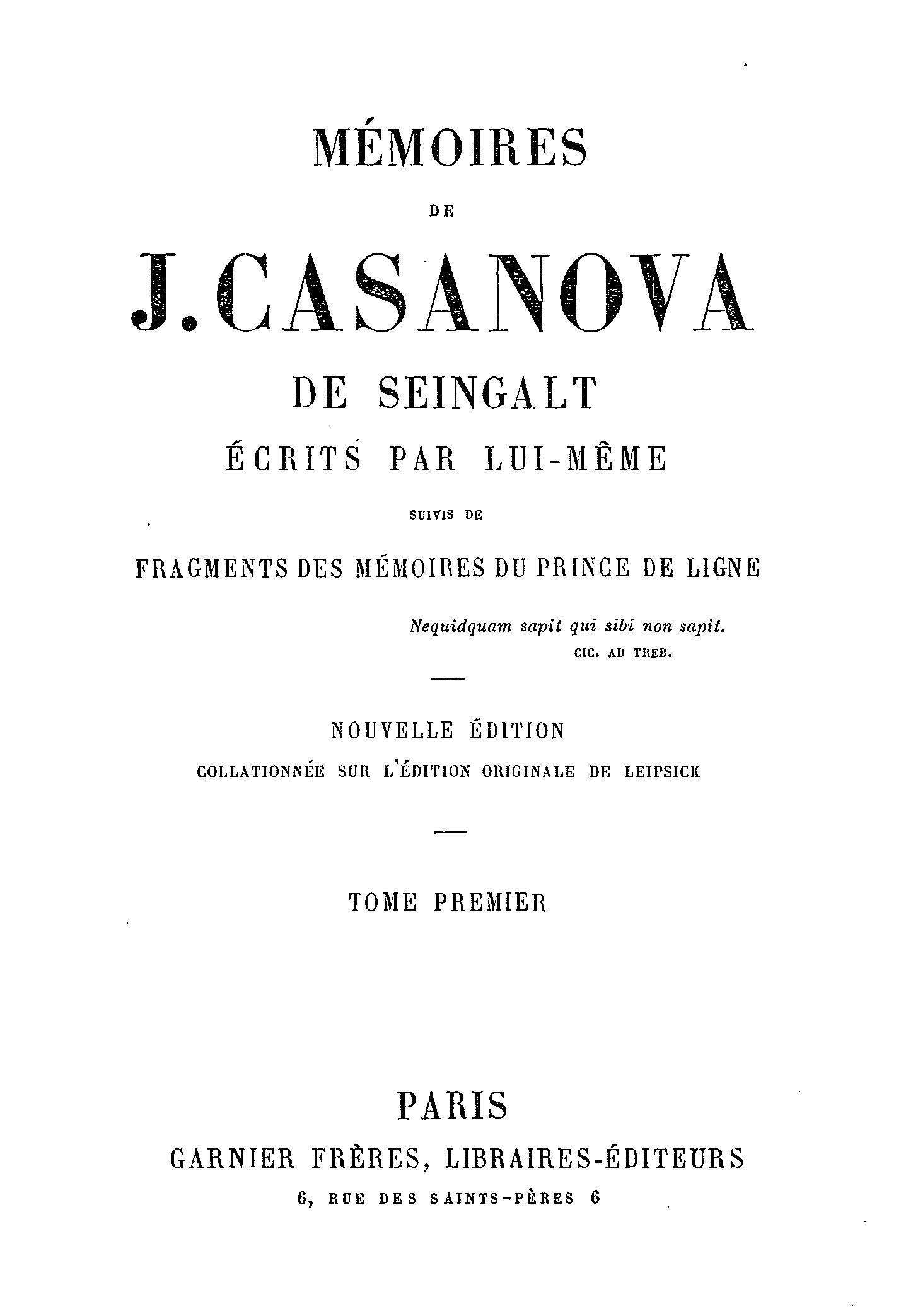
Мемуары Дж. Казановы де Сенгальт, написанные им самим

«История моей жизни» (фр. Histoire de ma vie) — знаменитые мемуары авантюриста эпохи Просвещения Джакомо Казановы.
Хотя Казанова был венецианцем (родился 2 апреля 1725 г. в Венеции, умер 4 июня 1798 г. в замке Дукс, Богемия, в настоящее время Духцов, Чешская республика), книга написана на французском, который был преобладающим языком аристократии в то время. Книга описывает жизнь Казановы только до 1774 года, хотя полностью она называется Histoire de ma vie jusqu'à l’an 1797 (рус. История моей жизни до 1797 года).
Мемуары Казановы были впервые изданы в 1822—1828 гг. в сокращённом немецком переводе. На русский язык полностью никогда не переводились.

## История рукописи
По словам Казановы, первые главы книги он написал во время своей серьёзной болезни в 1789 году.
В 1794 году Казанова познакомился с князем Шарль-Жозефом де Линем. Между ними установились дружеские отношения. Князь выразил желание прочесть мемуары Казановы, и последний решил подредактировать рукопись перед отсылкой её де Линю. Прочитав первые три тома рукописи, Шарль-Жозеф предложил показать мемуары издателю в Дрездене для последующей публикации в обмен на ежегодное вознаграждение. Казанова согласился опубликовать рукопись, но выбрал для этого иной путь. В 1797 году он попросил графа Марколини ди Фано, премьер-министра  курфюрста Саксонии, помочь ему с публикацией, но тот отказался связывать своё имя с таким легкомысленным сочинением.
В мае 1798 года Казанова жил одиноко в замке Дукс. Предчувствуя близкую смерть, он попросил членов своей семьи, живущих в Дрездене, приехать и поддержать его в последние дни жизни. Карло Анджолини, муж племянницы Казановы, незамедлительно приехал в Дукс. После смерти Казановы он вернулся в Дрезден с рукописью, несмотря на то, что граф Йозеф Карл фон Вальдштейн, чьим библиотекарем был в конце жизни Казанова, ещё в 1789 году купил у последнего права на все его творения. В 1808 году Карло умер, и рукопись перешла к его дочери Камилле. Во время наполеоновских войн обстановка не благоприятствовала публикации мемуаров лица, принадлежащего прошедшей эпохе. После Битвы народов (1813) Марколини вспомнил о рукописи и предложил за неё 2500 талеров опекуну Камиллы, но тот посчитал предложение слишком незначительным и отказался от него.
Спустя несколько лет финансы семьи Камиллы пришли в расстройство, и она попросила своего брата Карло срочно продать рукопись. В 1821 году последняя была продана издателю Ф. А. Брокгаузу всего за 200 талеров. Брокгауз обратился к Вильгельму фон Шюцу, чтобы он перевёл книгу на немецкий язык. Некоторые выдержки из перевода фон Шюца и первый том мемуаров были изданы уже в 1822 году. Сотрудничество между Брокгаузом и Шюцем прекратилось в 1824 году, после публикации пятого тома. Остальные тома были подготовлены неизвестным переводчиком.
В связи с успехом публикации на немецком языке французский издатель Турнашон (Tournachon) решил выпустить книгу и во Франции. У него не было доступа к оригиналу рукописи, поэтому французский текст его издания (1825—1828) был переводом с немецкого. Издание Турнашона было подвергнуто серьёзной цензуре. В ответ на эту публикацию, нарушавшую авторские права, Брокгауз выпустил второе издание мемуаров Казановы на французском языке, которое было отредактировано Жаном Лафоргом (1782—1852) и получилось очень неточным, поскольку редактор завуалировал и неверно отразил религиозные и политические взгляды Дж. Казановы, а также подверг «зачистке» описания любовных сцен. Десять томов рукописи Лафорг разделил на двенадцать (одинаковых по величине), а затем разбил их на главы с подзагаловками, назвав публикацию «Мемуары». Французское издание Брокгауза выходило с 1826 по 1838 годы. В последующие годы, с 1838 по 1960, все публикации мемуаров брали за основу одно из вышеперечисленных изданий, за исключением нелегального издания Полена (1838 г.), первые восемь томов которого повторяют текст в редакции Лафорга, а последние два предлагают иной, более краткий вариант.
Оригинал рукописи хранился в сейфе издательства в Лейпциге до 1943 года, когда его чудом вытащили из подвала горящего здания, разрушенного бомбежкой союзников, и поместили в единственный уцелевший в Лейпциге банк. В июне 1945 года рукопись была перевезена в новый офис издательства в Висбадене на американском военном грузовике. В 1960 году, в результате сотрудничества между издательством Брокгауза и французским издательством Плон, наконец увидело свет первое издание рукописи в оригинале.

Коллекция Плеяда в издательстве «Галлима́р» предлагает новое издание, соответствующее оригинальной рукописи, озаглавленное «Казанова, История моей жизни в трех томах», опубликованных последовательно в 2013, 2014 и 2015 годах. Оно сохраняет расположение, пунктуацию и итальянизмы Казановы. Составлено под руководством Жерара Лахуати и Марии — Франсуазы Люна в сотрудничестве с Фурио Лучикенти и Хельмута Вацлавика. Издание содержит два предисловия, одно, составленное Жераром Лахуати, озаглавленное «Магическое зеркало», другое, составленное Марией — Франсуазой Люна, озаглавленное «Другой Казанова: от мэтров, от откликов, от голосов». Это издание обогащено сносками в конце страницы, которые обеспечивают «толкование» в словах или в отрывках, способных создать трудности, вариантами перевода на французский язык в латинских цитатах (или других), входящих в состав текста и основные раскаяния Казановы, которые несут свидетельство его работы как писателя и дают, иногда, основу его мысли, а также великолепную инструкцию до конца. Jacques Casanova. Histoire de ma vie. — 2015. — ISBN 978-2070148424.OCLC 913745036

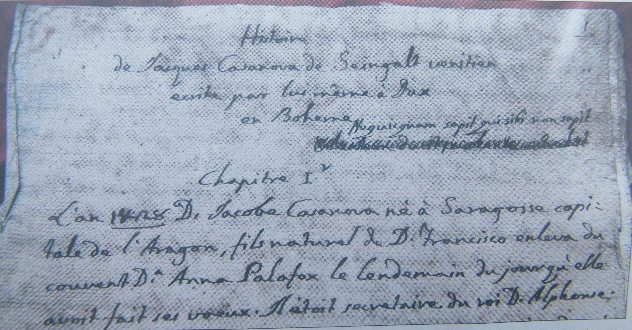
Первая страница рукописи Казановы.

Мемуары Казановы были переведены более чем на 20 языков и выдержали более 400 изданий, в основном на французском, немецком и английском языках. Большинство современных переводов выполнены по изданию 1960 года.
Рукопись была куплена 18 февраля 2010 года Национальной библиотекой Франции за сумму, превышающую в эквиваленте 9 миллионов долларов. Считается, что рукопись содержит ещё непрочитанные и неопубликованные страницы.

## Русские переводы
Ещё в 1823 году журнал «Сын отечества» (т. 86—87) напечатал в переводе с немецкого «Париж в половине XVIII столетия (отрывок из записок Казановы)». Затем Ф. М. Достоевский в своем журнале «Время» опубликовал большой фрагмент записок «Заключение и чудесное бегство Жака Казановы из венецианских тюрем (Пломб)».
Однотомный перевод мемуаров подготовил В. В. Чуйко (1887, 2-е изд. 1902), сокративший почти все любовные приключения. К. Введенский, наоборот, в своём вольном пересказе, озаглавленном «100 приключений» (1901), оставил только их.
В 1927 году был опубликован первый том, переведённый советскими литературоведами Б. И. Ярхо и Г. И. Ярхо, М. А. Петровским и С. В. Шервинским, но публикация остальных томов была запрещена цензурой.
Наконец, в 1990 году вышло сокращённое издание мемуаров в переводе И. К. Стаф и А. Ф. Строева, снабжённое комментариями, указателем имен и хронологией жизни Дж. Казановы.

### Переводы
На немецкий язык:
- Aus den Memoiren des Venetianers Jacob Casanova de Seingalt [etc.], Leipzig: F. A. Brockhaus, 12 vol., 1822–1828. {{citation}}: Проверьте значение даты: |date= (справка); Неизвестный параметр |allpages= игнорируется (справка) Отцензурированный перевод Вильгельма фон Шюца с оригинала рукописи. Регулярно переиздаётся начиная с 1850 года.
- Geschichte meines Lebens, Berlin: Propyläen, 12 vol., 1964–1967. {{citation}}: Проверьте значение даты: |date= (справка); Неизвестный параметр |allpages= игнорируется (справка) Полный перевод с оригинала рукописи в издании «Брокгауз-Плон» 1960 года, переводчик Хайнц фон Заутер (Heinz von Sauter). Переиздано в 1985 году.

На английский язык:
- The Memoirs of Jacques Casanova de Seingalt, London:[Bartholomew Robson], 12 vol. (approx. 4000 pages), 1894 Полный перевод текста в редакции Лафорга, переводчик Артур Мэкен. Регулярно переиздаётся.

- History of My Life, New York: Harcourt, Brace & World, 12 vol. in 6, 1966–1971. {{citation}}: Проверьте значение даты: |date= (справка); Неизвестный параметр |allpages= игнорируется (справка) Полный перевод с оригинала рукописи в издании «Брокгауз-Плон» 1960 года, переводчик Уильям Р. Траск (Willard R. Trask).

На русский язык:
- Казанова Дж. История моей жизни = Casanova J. Histoire de ma vie. — М.: Московский рабочий, 1990. — 734 с. — 200 000 экз. — ISBN 5-239-00590-7. (Перевод с франц. яз. И. К. Стаф, А. Ф. Строева)
- Казанова Дж. История моей жизни. — М.: Захаров, 2009. — 560+560 с. — 2000 экз. — ISBN 978-5-8159-0895-6. (Перевод с франц. яз. И. Стаф, А. Строева, Е. Храмова, Ю. Соловьёва — 2 книги)